# Es Pou Celat
Es Pou Celat és un jaciment arqueològic del terme municipal de Porreres, Mallorca. Està situat a un costat del camí de Son Mesquida.

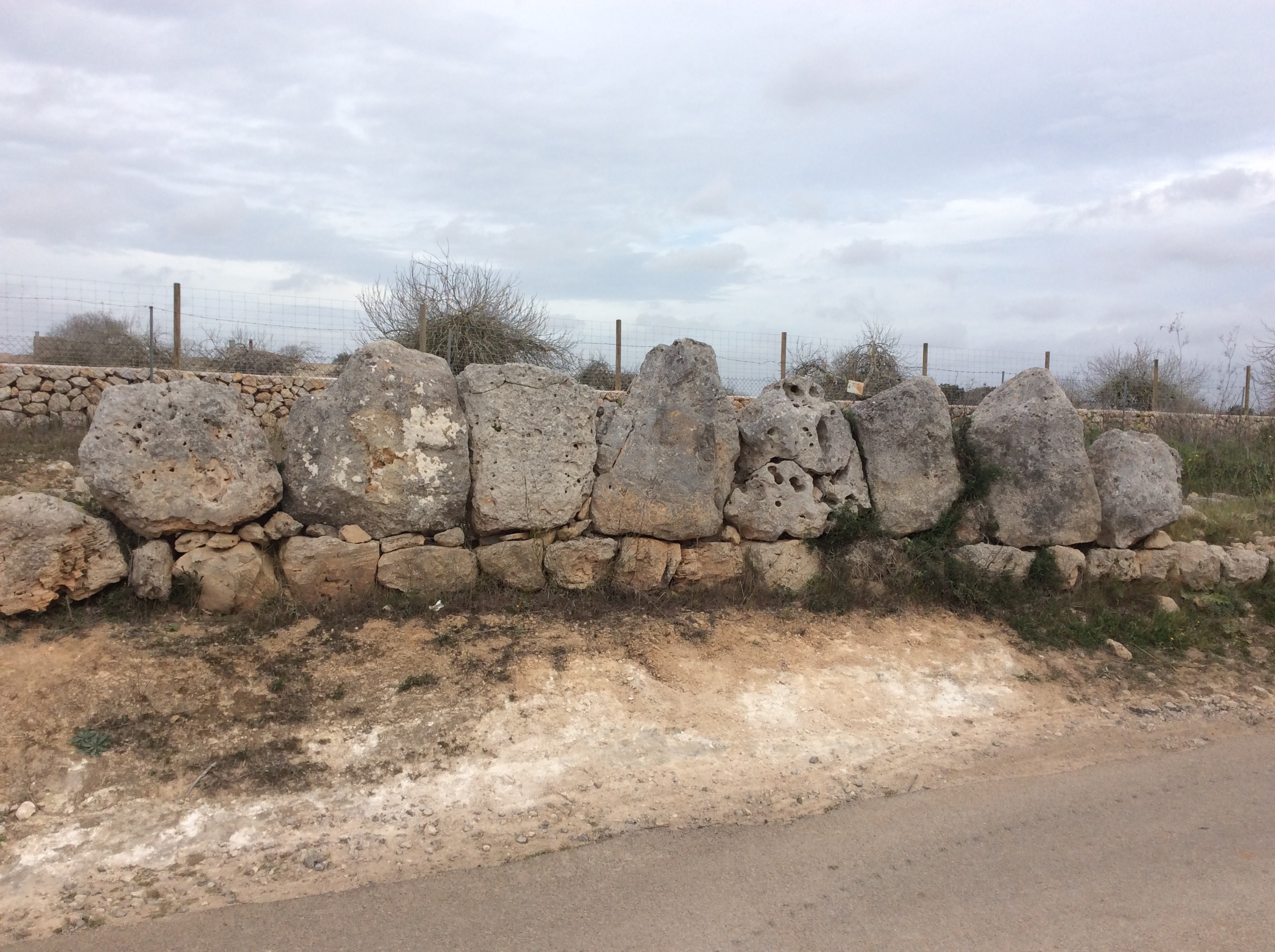
Murada des Pou Celat

Consisteix d'una murada talaiòtica construïda a partir de grans lloses de pedra disposades en verticals, que ressegueix l'actual camí que es dirigeix a Felanitx, durant uns 20 metres.
També s'hi troba una estructura de talaiot a les proximitats i s'han fet excavacions recents al costat. Rep el nom del pou cobert es Pou Celat que hi ha al mateix costat del camí.
Disposa un grau de protecció de Bé d'Interès Cultural.